# Encentrum pornsilpi
Encentrum pornsilpi är en hjuldjursart som beskrevs av Segers och Chittapun 200. Encentrum pornsilpi ingår i släktet Encentrum och familjen Dicranophoridae. Inga underarter finns listade i Catalogue of Life.